# Édouard Ferrand
Pour les articles homonymes, voir Ferrand.
Édouard Ferrand, né le 25 avril 1965 dans le 6e arrondissement de Lyon et mort le 1er février 2018 dans le 15e arrondissement de Paris, est un homme politique français.
Membre du Front national (FN) à partir de 1983, il est conseiller régional de Bourgogne de 1998 à 2015, conseiller municipal de Sens de 2001 à 2014 et député au Parlement européen de 2014 à sa mort.

## Biographie

### Origines et formation
Fils de Bernard Ferrand, ancien président du syndicat des éleveurs, ancien président de l’hippodrome de vichy, ancien président de whirlpools, ancien adjoint au maire de Vassy-Étaule, Édouard Ferrand naît le 25 avril 1965 à Lyon.
Après des études d’histoire commencées à l'université Lyon-III, Édouard Ferrand est diplômé de l'École supérieure de journalisme de Paris, de l'École des hautes études internationales, titulaire d'un DEA en histoire contemporaine sous la direction de François-Georges Dreyfus, et d'un doctorat en science politique sous la direction de Charles Zorgbibe (2007),.

### Carrière professionnelle
Il commence sa vie professionnelle comme chargé de recherche à la Fondation pour les études de défense nationale en 1993. Après avoir été licencié, il est, de 1994 à 2014, conseiller en gestion de patrimoine à l'Européenne de finance.

### Parcours politique
Adhérent du Front national à partir de 1983, Édouard Ferrand est membre du comité central et du bureau politique du Front national. Royaliste légitimiste, il préside en outre dans les années 1990 le cercle Clovis de Basse-Bourgogne. Au FN, il est par ailleurs secrétaire national aux Français de l'étranger, structure interne au FN, délégué général à la formation et membre de la commission d'investiture du Front national. Il fait son entrée au bureau politique du FN à l'occasion du congrès de Bordeaux de 2007, dans le sillage de Marine Le Pen.
Élu député européen en 2014, il devient, en janvier 2015, chef de la délégation FN/RBM au Parlement européen, remplaçant ainsi Aymeric Chauprade. Il est membre de la commission agriculture et développement rural. En juin 2015, il est nommé vice-président du groupe Europe des nations et des libertés, nouvellement créé et co-présidé par Marine Le Pen.
Il conseille Marine Le Pen sur les questions d'agriculture et de ruralité. Il fait d'ailleurs partie du « premier cercle » de Marine Le Pen, qui a accompagné l'ascension de celle-ci à la tête du FN dans les années 2000. Il se présente lui-même comme « l'un des plus fidèles » de la présidente du FN ; il est également un ami de Louis Aliot et proche de Frédéric Chatillon, Axel Loustau et Grégoire Boucher, prestataires du FN. En septembre 2017, il prend la présidence du Club Idées & Nation, le think tank lancé et dirigé jusqu'ici par Louis Aliot.

### Vie personnelle
Édouard Ferrand est marié à Alexandrine Ferrand, conseillère régionale de Bourgogne-Franche-Comté. Il est père de cinq enfants.
Il est amateur de chasse et gérant de plusieurs sociétés et groupements fonciers agricoles dans l'Yonne et à Rambouillet.

### Maladie et mort
Souffrant d'un cancer, Édouard Ferrand meurt le soir du 1er février 2018 à Paris,. Il est remplacé au Parlement européen par Jacques Colombier.

## Positionnement politique
En 1998, il participe à l'église Saint-Nicolas-du-Chardonnet à un colloque organisé par des lefebvristes.
Mediapart indique qu'« au Front national, la frange catholique a un temps vu en lui un potentiel porte-drapeau pour peser au sein du parti, un rôle que Ferrand n'a pas voulu endosser », et qu'il « revendiquait ses valeurs, dans la droite ligne de sa famille : nostalgie de l'Algérie française, sympathie pour les royalistes de l'Action française, héritiers de Charles Maurras ».
Le Figaro le présente en 2017 comme l'un des principaux tenants de l'aile identitaire du FN.

## Ouvrages
- Avec Jean-Lin Lacapelle (préf. Jean-Marie Le Pen), Sur tous les fronts : itinéraires de militants, Paris, Objectif France, 2003.
- Avec Bernard Ferrand (préf. Jean Tulard), Le Comte de Saillans (1790-1792) : le premier combattant de la contre-révolution, Paris, SPM-Lettrage, 2017, 182 p. (ISBN 978-2-14-004667-4, lire en ligne).